# Ernesto de Martino
Ernesto de Martino (Nápoles, 1 de diciembre de 1908 - Roma, 9 de mayo de 1965) fue un importante antropólogo italiano, destacado por sus estudios sobre el sur de Italia, por ejemplo, La tierra del remordimiento (1961).

## Trayectoria
Se licenció en letras, en la Universidad de Nápoles en 1932, con una tesis de historia de las religiones dirigida por Adolfo Omodeo, y Ernesto de Martino ya se interesó definitivamente por la antropología. 
Durante sus años universitarios estuvo cercano al régimen imperante, pero Benedetto Croce introdujo al joven De Martino en la editorial Giuseppe Laterza & Figli, sugiriendo la publicación de su primer libro: Naturalismo e storicismo nell'etnologia. Aún con cierta ingenuidad,[cita requerida] su trabajo intenta poner la etnología bajo el punto de vista crítico de la filosofía historicista (la del propio Croce); y ya avanzaba ahí la idea del «magismo etnologico», en el que analiza las repercusiones de cierta magia en la cultural meridional.
Escrito en la guerra y publicado en 1948, Il mondo magico elaboró ideas centrales para su futura obra libro. Por entonces, De Martino militaba en los partidos de la izquierda: en 1945, trabajó como secretario de la federación, en Puglia, del Partito Socialista Italiano; pero, influido por Antonio Gramsci y Carlo Levi, en 1950 entró a formar parte del Partito Comunista Italiano.
También por ello, De Martino empieza a interesarse por la sociedad campesina del sur de Italia. De esta fase «meridionalista» son las obras más conocidas por el gran público: Morte e pianto rituale, Sud e magia y La terra del rimorso (La tierra del remordimiento). Era un modo de análisis multidisciplinar, que le condujo a reunir grupos de investigación. Así La tierra del remordimiento —obra capital y de una calidad reconocida hoy por todos—,[¿quién?] es la síntesis de sus trabajos de campo en Salento, realizados junto con un médico, un psiquiatra, una psicóloga, un historiador de las religiones, una antropóloga cultural (Amalia Signorelli), un etnomusicólogo (Diego Carpitella) y, finalmente, un documentalista cinematográfico. En ese estudio del fenómeno del tarantismo fueron utilizadas filmaciones diversas. 
A estas monografías siguió la publicación de la importante recopilación de ensayos Furore Simbolo Valore (1962), de título e ímpetu similar al de Pasolini (al que conoció en 1959).
De Martino colaboró con Raffaele Pettazzoni en la Universidad de Roma La Sapienza, dentro de la Scuola Romana di Storia delle Religioni. Como profesor ordinario de Historia de las religiones y de etnología, desde 1957 hasta su muerte enseñó en la Universidad de Cagliari, donde fundó, con Alberto Mario Cirese, Clara Gallini, Giulio Angioni y otros, la Scuola antropologica di Cagliari. 
La fine del mondo, libro póstumo de 1977, fue el primero y más importante de una serie de inéditos (que se ha prolongado mucho) de uno de los mayores intelectuales italianos del siglo xx[cita requerida]. 
De su vigencia hoy fuera de Italia es testimonio Peuples exposés, peuples figurants, de Georges Didi-Huberman: para éste, De Martino sería heredero de Aby Warburg y de Marcel Mauss, por el estudio de supervivencias del paganismo.

## Obra
- Naturalismo e storicismo nell'etnologia, Bari, Laterza, 1941 (reed. Stefano De Matteis, Lecce, Argo, 1996).
- Il mondo magico: prolegomeni a una storia del magismo, Turín, Einaudi, 1948 (reed. Turín, Boringhieri, 1973; con introducción de Cesare Cases y textos de Benedetto Croce, Enzo Paci, Raffaele Pettazzoni y Mircea Eliade).
- Morte e pianto rituale nel mondo antico: dal lamento pagano al pianto di Maria, Turín, Einaudi, 1958 (reed. Turín, Boringhieri, 2000; con intr. de Clara Gallini).
- Sud e magia, Milán, Feltrinelli 1959 (reed. 2002, con introducción de Umberto Galimberti).
- La terra del rimorso. Contributo a una storia religiosa del Sud, Milán, Il Saggiatore, 1961 (Traducción española: La tierra del remordimiento, Barcelona, Bellaterra, 1999).
- Furore, simbolo, valore, Milán, Il Saggiatore, 1962 (reed. en Milán, Feltrinelli, 1980;con intr. de Luigi M. Lombardi Satriani).
- Magia e civiltà. Un'antologia critica fondamentale per lo studio del concetto di magia nella civiltà occidentale, Milán, Garzanti, 1962.
- Mondo popolare e magia in Lucania, Roma-Matera, Basilicata, 1975.
- La fine del mondo. Contributo all'analisi delle apocalissi culturali, a cura di Clara Gallini, Turín, Einaudi, 1977 (reed. 2002).
- La collana viola: lettere 1945-1950, con Cesare Pavese, ed. por Pietro Angelini, Turín, Boringhieri, 1991.
- Scritti minori su religione, marxismo e psicoanalisi, ed. por Roberto Altamura e Patrizia Ferretti, Roma, Nuove edizioni romane, 1993.
- Compagni e amici: lettere di Ernesto de Martino e Pietro Secchia, ed. por Riccardo Di Donato, Florencia, La nuova Italia, 1993.
- Storia e metastoria: i fondamenti di una teoria del sacro, ed. por Marcello Massenzio, Lecce, Argo, 1995.
- Note di campo: spedizione in Lucania, 30 settembre - 31 ottobre 1952, ed. por Clara Gallini, Lecce, Argo, 1995.
- L'opera a cui lavoro: apparato critico e documentario alla Spedizione etnologica in Lucania, ed. por Clara Gallini, Lecce, Argo, 1996.
- Una vicinanza discreta: lettere (con Renato Boccassino), ed. por Francesco Pompeo, Roma, Oleandro, 1996.
- I viaggi nel Sud di Ernesto de Martino, ed. por Clara Gallini y Francesco Faeta, fotografías de Arturo Zavattini, Franco Pinna y Ando Gilardi, Turín, Boringhieri, 1999.
- Panorami e spedizioni: le trasmissioni radiofoniche del 1953-54, ed. por Luigi M. Lombardi Satriani y Letizia Bindi, Turín, Boringhieri, 2002.
- Musiche tradizionali del Salento: le registrazioni di Diego Carpitella ed Ernesto de Martino (1959, 1960), ed. por Maurizio Agamennone, Roma, Squilibri, 2005 (con 2 CD).
- Scritti filosofici, ed. por Roberto Pastina, Bolonia, Il mulino, 2005.
- Dal laboratorio del mondo magico: carteggi 1940-1943, ed. por Pietro Angelini, Argo, Lecce, 2007.
- Ricerca sui guaritori e la loro clientela, ed. por Adelina Talamonti, Lecce, Argo, 2008 (con introd. de Clara Gallini).
- Etnografia del tarantismo pugliese. I materiali della spedizione nel Salento del 1959, ed. por Amalia Signorelli y Valerio Panza, Lecce, Argo, 2011.